# 平野長祥

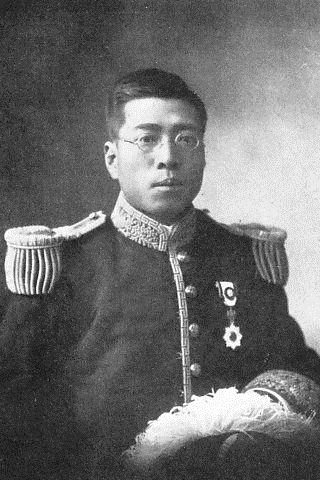
平野長祥

平野 長祥（ひらの ながよし、1870年1月4日（明治2年12月3日）- 1934年（昭和9年）5月7日）は、明治から昭和戦前期の政治家、華族。貴族院議員、男爵。幼名・亀松丸。

## 経歴
大和田原本藩藩主平野長裕の長男として生まれた。父が明治5年（1872年）に28歳で没したため同年8月18日（新暦9月20日）家督を継ぎ、1884年（明治17年）7月8日に男爵を叙爵した。学習院を卒業し、東京海上保険、加島銀行に勤務ののち、富山護王銀行の専務、有隣生命保険取締役となった。
1897年（明治30年）7月10日、貴族院議員となり、1919年（大正8年）男爵議員により結成された院内会派公正会の設立時の幹事長9名のうちの1人となった。1925年（大正14年）7月9日、任期満了で貴族院議員を退任。1929年（昭和4年）12月7日、貴族院男爵議員補欠選挙で当選し、公正会に所属し死去するまで在任した。

## 親族
- 母 徳子（山崎治正長女）[1]
- 先妻 鈴子（酒井忠績五女）[1]
- 後妻 増子（大関増勤長女）[1]
- 長男 平野長克（男爵）[1]
- 妹 鷲尾花（鷲尾隆聚養女、三河産治夫人）[1]
- 弟 平野鑒吉[1]

## 栄典
- 1895年（明治28年）12月20日 - 正五位[9]
- 1919年（大正8年）1月10日 - 従三位[10]